# 天彭街道
天彭街道，是中华人民共和国四川省成都市彭州市下辖的一个乡镇级行政单位。

## 行政区划
天彭街道下辖以下地区：
北大街社区、东大街社区、南大街社区、西大街社区、翠湖路社区、延秀街社区、金彭西路社区、外北街社区、天府中路社区、天府西路社区、金彭中路社区、龙塔社区、金彭东路社区、朝阳中路社区、东湖社区、旌旗社区、光明社区、白马社区、檀木社区、谢家社区、周家社区、陈家社区、顾福桥社区、繁江南路社区、繁江北路社区、滨河路社区、杜家社区、寂光社区、先锋社区、利安社区、隆兴社区、安澜社区、花龙社区、锦阳社区、八一村、星光村、壁山村、银木村、三星村、雷音村、七里村、二龙村、白庙村、牌坊村和双星村。